# 4837 Бікертон
4837 Бі́кертон (4837 Bickerton) — астероїд головного поясу, відкритий 30 червня 1989 року.
Тіссеранів параметр щодо Юпітера — 2,996.